# George Balabushka
George Balabushka (Grigori Antonovich Balabushka; 9 de diciembre de 1912 - 5 de diciembre de 1975) fue un tallista y empresario nacido en Rusia, posiblemente el fabricante de tacos de billar más prominente de la historia, apodado el "Stradivarius de los fabricantes de tacos".

## Carrera
Al llegar a los Estados Unidos desde Rusia en 1924, realizó varios trabajos de carpintería, fabricando principalmente juguetes y muebles. Era un ávido jugador de billar y compró un salón de pool en 1959, diseñando tacos como regalo para sus amigos, lo que rápidamente se convirtió en un negocio al empezar a ser requerida su obra. Su nombre completo o su apellido se utilizan a menudo para referirse a un taco de billar fabricado por él.
Balabushka produjo más de mil tacos artesanales durante sus 16 años de carrera, desde 1959 hasta su muerte en 1975. Sus tacos son objetos de colección muy valorados, y después de ser mencionados en la película de 1986 de Martin Scorsese El color del dinero, ganaron mayor popularidad. Los tacos originales de Balabushka con procedencia verificada pueden costar decenas de miles de dólares en una subasta.